# Моныш
Моныш — хребет системы Западного Саяна, протягивается в субмеридиональном направлении почти на 15 км в южной части Таштыпского района Хакасии.
Склоны крутые, почти симметричные, покрыты темнохвойной тайгой. Является приподнятой поверхностью выравнивания, с плоскими вершинами, с каменистыми россыпями. Водораздел рек Каратош и Большой Он.
Максимальные высоты в южной части хребта — гора Моныш (51° 55' сш 89° 45' вд) — наивысшая отметка (2241 м над уровнем моря). Вершина плоская, лишена растительности, склоны крутые, покрыты темнохвойной тайгой.